# Saint-Lager-Bressac
Saint-Lager-Bressac är en kommun i departementet Ardèche i regionen Auvergne-Rhône-Alpes i sydöstra Frankrike. Kommunen ligger  i kantonen Chomérac som ligger i arrondissementet Privas. År 2022 hade Saint-Lager-Bressac 959 invånare.

## Befolkningsutveckling
Antalet invånare i kommunen Saint-Lager-Bressac
Referens: INSEE